# Smosh: The Movie
Pour plus de détails, voir Fiche technique et Distribution.
Smosh: The Movie, ou Smosh : Le Film au Québec, est une comédie du duo de vidéastes et humoristes Smosh, sortie en 2015.

## Synopsis
Anthony doit récupérer une vidéo sur lui, assez humiliante, avant que la fille dont il est tombé amoureux la voie. Il va donc dans YouTube avec son ami, Ian, pour récupérer la vidéo, dans le but de l'effacer.

## Fiche technique
- Titre  : Smosh: The Movie
- Titre québécois : Smosh : Le Film
- Réalisation : Alex Winter
- Scénario : Eric Falconer et Steve Marmell
- Décors : Lianir Lopez
- Costumes : Angela Solouki
- Musique : The Outfit
- Cascadeur : Rustic Bodomov
- Pays d'origine :  États-Unis
- Langue originale : anglais
- Genre : comédie
- Dates de sortie :  États-Unis : 24 juillet 2015

## Distribution
- Ian Hecox (VFB : Philippe Allard) : Lui-même
- Anthony Padilla (VFB : Frédéric Meaux) : Lui-même
- Jenna Marbles (VFB : Dominique Wagner) : Elle-même
- Grace Helbig
- Harley Morenstein
- Jillian Nelson
- Brittany Ross (VFB : Marie du Bled) : Miss Massage des fesses
- Michael Ian Black (VFB : Maxime Donnay) : Steve YouTube
- Stone Cold Steve Austin (VFB : Bruno Mullenaerts) : Lui-même
- Mark fishback : lui-même